# ウィル・ミドルブルックス
ウィリアム・スコット・ミドルブルックス（William "Will" Scott Middlebrooks , 1988年9月9日 - ）はアメリカ合衆国テキサス州ハント郡グリーンビル出身の元プロ野球選手（三塁手）。右投右打。

## 経歴

### プロ入り前
テクサーカナのリバティ・アイロウ高等学校野球部時代は、遊撃手と投手としてプレーしていた。投手として、140km/hの速球を投げ、チームは2006年のテキサス州AAAクラス選手権に優勝を飾った。2007年には、テキサス州スポーツ記者協会により最優秀選手に選出されている
。
また野球だけでなく、アメリカンフットボールやバスケットボールもしており、アメリカンフットボールチームでは、クォーターバックやプレースキッカー、パンターなどでプレーし、ベストパンターに選出された。同じチームメイトにラミカエル・ジェームスがいる。
ミドルブルックスはドラフト指名されるまでは野球よりアメリカンフットボールの方が好きであることを認めている。テキサスA&M大学に進学し、野球とアメリカンフットボールを続けたいと語っていた。

### プロ入りとレッドソックス時代
2007年のMLBドラフト5巡目（全体174位）でボストン・レッドソックスから内野手として指名され、8月15日に契約。契約金は$925,000ドル（約7,200万円）。
2008年に傘下のA-級ローウェル・スピナーズ（ニューヨーク・ペンリーグ）でプロデビューを果たし、59試合に出場して打率.254、1本塁打、21打点、10盗塁の成績を残した。
2009年、A級グリーンビル・ドライブ（サウス・アトランティックリーグ）でプレーし、103試合に出場して打率.265・7本塁打・57打点を記録。2010年にはA+級セイラム・レッドソックス（カロライナリーグ）に昇格し、114試合に出場して打率.276、12本塁打、70打点の成績を残した。
2011年にはAA級ポートランド・シードッグス（イースタンリーグ）でプレーし、同リーグのオールスターゲームに選出され二塁打を放っている。また同年のオールスター・フューチャーズゲームに出場し、活躍した。AAA級ポータケット・レッドソックスに昇格すると、テレビ局ESPNは「将来のレッドソックスの三塁手」として紹介した。このシーズンは2球団合計で116試合で打率.285、23本塁打、94打点をマークした。レギュラーシーズン終了後、アリゾナ・フォールリーグに参加しスコッツデール・スコーピオンズに所属。13試合で4本塁打を放った。11月18日、レッドソックスは林哲セン、ドレイク・ブリットンと共に40人枠入りした。
2012年はAAA級ポータケットでスタート。24試合93打席で打率.333・9本塁打・27打点をマークすると、5月2日に故障者リスト入りしたケビン・ユーキリスに代わりメジャー登録された。同日メジャーデビューを果たし、2安打を記録。5月6日にはメジャー初本塁打となる満塁本塁打をボルチモア・オリオールズ戦で放った。ミドルブルックスは「正直、人生で最大の喜びだよ」と語っている。ミドルブルックスの台頭によって生え抜きスターだったユーキリスがシカゴ・ホワイトソックスへトレードされ、新たな三塁のレギュラーとなり、75試合に出場。15本塁打・54打点を記録した。8月10日のクリーブランド・インディアンス戦で死球を受け右手を骨折。翌日故障者リスト入りし、シーズンを終えた。
2013年は自身初の開幕ロースター入りを果たしたが、5月24日に背下部の痛みを訴え、15日間の故障者リスト入りした。6月25日にAAA級ポータケットへ降格。8月10日にメジャーへ再昇格した。この年は94試合に出場し打率.227、17本塁打、49打点、3盗塁だった。ポストシーズンでもロースター入りし、チャンピオンシップシリーズの第2戦では8回裏に二塁打を放ち、デビッド・オルティーズの同点満塁本塁打へと繋いだ。ワールドシリーズでは第3戦のみに出場。同点で迎えた9回裏1死2・3塁の場面でジョン・ジェイが放った中堅方向の打球を二塁手のダスティン・ペドロイアが捕球し、三塁走者が本塁へ向かっていたため、本塁へ送球しタッチアウトとなった。同時に捕手のジャロッド・サルタラマッキアは二塁走者のアレン・クレイグが三塁へ向かっていたため、三塁のミドルブルックスへ送球。しかしこの送球が暴投となり、ミドルブルックスはダイビングキャッチを試みたが捕球できず、走者・クレイグはミドルブルックスと接触し、転倒しながら本塁へ突入。こぼれ球を捕球した左翼手・ダニエル・ナバが本塁へ送球し、完全なタッチアウトとなったが、三塁塁審のジム・ジョイスがミドルブルックスの走塁妨害をとったため、セーフとなった。結果ポストシーズン史上初のサヨナラ走塁妨害となった。この試合が自身にとって2013年シーズン最後の試合だったが、この後レッドソックスは3連勝しワールドシリーズを制覇。チャンピオンリングを手に入れた。
2014年3月7日にレッドソックスと1年契約に合意した。シーズン開幕から三塁のレギュラーとして起用されるが、4月6日に脹脛を痛めて故障者リスト入りする。同月25日には復帰するものの、5月16日のデトロイト・タイガース戦で右人指し指に亀裂骨折を負い、翌17日から再び故障者リスト入り。8月1日に再びメジャーへ復帰するまで、長期離脱を余儀なくされた。メジャーデビューからの2年間はいずれも15本以上の本塁打を放っていたが、この年は2本にとどまり、打率も.200に満たなかった。

### パドレス時代
2014年12月19日にライアン・ハニガンとのトレードで、サンディエゴ・パドレスへ移籍した。
2015年は83試合に出場して打率.212、9本塁打、29打点、2盗塁の成績を残した。オフの12月2日にノンテンダーFAとなった。

### ブルワーズ時代
2015年12月15日にミルウォーキー・ブルワーズとマイナー契約を結んだ。
2016年の開幕は傘下のAAA級コロラドスプリングス・スカイソックスで迎え、7月4日にメジャー契約を結んでアクティブ・ロースター入りした。7月25日に右脚を痛めて故障者リスト入りの後、8月30日に40人枠外となり、10月3日にFAとなった。

### レンジャーズ時代
2016年11月11日にテキサス・レンジャーズとマイナー契約を結び、2017年のスプリングトレーニングに招待選手として参加することになった。シーズンでは8月末まで傘下のAAA級ラウンドロック・エクスプレスに配属された。9月1日にメジャー契約を結んでアクティブ・ロースター入りした。レギュラーシーズン終了後の10月10日に40人枠から外れる形でAAA級ラウンドロックに降格し、同日中にFAとなった。

### フィリーズ傘下時代
2018年1月3日にフィラデルフィア・フィリーズとマイナー契約を結び、スプリングトレーニングに招待選手として参加することになったが、スプリングトレーニング中にチームメイトと衝突し、左腓骨を骨折した。以後はマイナーを含めて試合に出場することはなかった。シーズン終了後にFAとなった。
左足の怪我は重傷であり、複数回の手術を行ったものの回復には至らず、2019年1月に現役引退を発表した。

### 現役引退後
引退後はCBSスポーツのストリーミングチャンネルであるCBS スポーツHQでアナリストを務めている。

## 人物
テキサス州グリーンビル生まれでテクサーカナ市育ち。NFLのニューイングランド・ペイトリオッツなどでQBを務めていたライアン・マレットとは幼なじみである
。
2012年に12歳の頃からの顔見知りである、元ダラス・カウボーイズのチアリーダーと婚約していると報じられた。だが、同年12月よりボストンの地元局NESNレポーターのジェニー・デルとの交際が報じられ、2016年に結婚した。

## 詳細情報

### 年度別打撃成績
| 年 度    | 球 団    | 試 合 | 打 席 | 打 数 | 得 点 | 安 打 | 二 塁 打 | 三 塁 打 | 本 塁 打 | 塁 打 | 打 点 | 盗 塁 | 盗 塁 死 | 犠 打 | 犠 飛 | 四 球 | 敬 遠 | 死 球 | 三 振 | 併 殺 打 | 打 率 | 出 塁 率 | 長 打 率 | O P S |
| -------- | -------- | ----- | ----- | ----- | ----- | ----- | -------- | -------- | -------- | ----- | ----- | ----- | -------- | ----- | ----- | ----- | ----- | ----- | ----- | -------- | ----- | -------- | -------- | ----- |
| 2012     | BOS      | 75    | 286   | 267   | 34    | 77    | 14       | 0        | 15       | 136   | 54    | 4     | 1        | 0     | 3     | 13    | 0     | 3     | 70    | 8        | .288  | .325     | .509     | .835  |
| 2013     | BOS      | 94    | 374   | 348   | 41    | 79    | 18       | 0        | 17       | 148   | 49    | 3     | 1        | 1     | 3     | 20    | 3     | 2     | 98    | 13       | .227  | .271     | .425     | .696  |
| 2014     | BOS      | 63    | 234   | 215   | 14    | 41    | 10       | 0        | 2        | 57    | 19    | 1     | 1        | 0     | 0     | 15    | 1     | 4     | 70    | 7        | .191  | .256     | .265     | .522  |
| 2015     | SD       | 83    | 270   | 255   | 23    | 54    | 7        | 2        | 9        | 92    | 29    | 2     | 1        | 0     | 4     | 11    | 0     | 0     | 60    | 4        | .212  | .241     | .361     | .602  |
| 2016     | MIL      | 10    | 31    | 27    | 2     | 3     | 0        | 0        | 0        | 3     | 1     | 0     | 0        | 0     | 0     | 4     | 0     | 0     | 13    | 0        | .111  | .226     | .111     | .337  |
| 2017     | TEX      | 22    | 39    | 38    | 5     | 8     | 2        | 2        | 0        | 14    | 3     | 0     | 0        | 0     | 0     | 1     | 0     | 0     | 14    | 0        | .211  | .231     | .368     | .599  |
| MLB：6年 | MLB：6年 | 347   | 1234  | 1150  | 119   | 262   | 51       | 4        | 43       | 450   | 155   | 10    | 4        | 1     | 10    | 64    | 4     | 9     | 325   | 32       | .228  | .272     | .391     | .663  |

### 年度別守備成績
| 年 度 | 球 団 | 三塁（3B） | 三塁（3B） | 三塁（3B） | 三塁（3B） | 三塁（3B） | 三塁（3B） | 一塁（1B） | 一塁（1B） | 一塁（1B） | 一塁（1B） | 一塁（1B） | 一塁（1B） | 二塁（2B） | 二塁（2B） | 二塁（2B） | 二塁（2B） | 二塁（2B） | 二塁（2B） | 遊撃（SS） | 遊撃（SS） | 遊撃（SS） | 遊撃（SS） | 遊撃（SS） | 遊撃（SS） |
| 年 度 | 球 団 | 試 合      | 刺 殺      | 補 殺      | 失 策      | 併 殺      | 守 備 率   | 試 合      | 刺 殺      | 補 殺      | 失 策      | 併 殺      | 守 備 率   | 試 合      | 刺 殺      | 補 殺      | 失 策      | 併 殺      | 守 備 率   | 試 合      | 刺 殺      | 補 殺      | 失 策      | 併 殺      | 守 備 率   |
| ----- | ----- | ---------- | ---------- | ---------- | ---------- | ---------- | ---------- | ---------- | ---------- | ---------- | ---------- | ---------- | ---------- | ---------- | ---------- | ---------- | ---------- | ---------- | ---------- | ---------- | ---------- | ---------- | ---------- | ---------- | ---------- |
| 2012  | BOS   | 72         | 32         | 134        | 9          | 13         | .949       | -          | -          | -          | -          | -          | -          | -          | -          | -          | -          | -          | -          | -          | -          | -          | -          | -          | -          |
| 2013  | BOS   | 92         | 53         | 155        | 10         | 12         | .954       | 1          | 10         | 1          | 0          | 0          | 1.000      | 2          | 1          | 3          | 0          | 1          | 1.000      | -          | -          | -          | -          | -          | -          |
| 2014  | BOS   | 62         | 38         | 99         | 4          | 9          | .972       | 1          | 2          | 0          | 0          | 1          | 1.000      | -          | -          | -          | -          | -          | -          | -          | -          | -          | -          | -          | -          |
| 2015  | SD    | 69         | 53         | 93         | 7          | 13         | .954       | 2          | 10         | 0          | 0          | 0          | 1.000      | -          | -          | -          | -          | -          | -          | 8          | 5          | 11         | 0          | 3          | 1.000      |
| 2016  | MIL   | 8          | 6          | 19         | 0          | 3          | 1.000      | -          | -          | -          | -          | -          | -          | -          | -          | -          | -          | -          | -          | -          | -          | -          | -          | -          | -          |
| 2017  | TEX   | 19         | 9          | 25         | 2          | 2          | .944       | 1          | 7          | 0          | 0          | 2          | 1.000      | -          | -          | -          | -          | -          | -          | -          | -          | -          | -          | -          | -          |
| 通算  | 通算  | 322        | 191        | 525        | 32         | 52         | .957       | 5          | 29         | 1          | 0          | 3          | 1.000      | 2          | 1          | 3          | 0          | 1          | 1.000      | 8          | 5          | 11         | 0          | 3          | 1.000      |

### 記録
MiLB
- オールスター・フューチャーズゲーム選出：1回（2011年）

### 背番号
- 64（2012年）
- 16（2013年 - 2014年）
- 11（2015年）
- 15（2016年 - 2017年）